# Chaotian (socken i Kina)
Chaotian (kinesiska: 潮田乡, 潮田) är en socken i Kina. Den ligger i den autonoma regionen Guangxi, i den södra delen av landet, omkring 350 kilometer nordost om regionhuvudstaden Nanning. Antalet invånare är 19946. Befolkningen består av 9 291 kvinnor och 10 655 män. Barn under 15 år utgör 16,0 %, vuxna 15-64 år 69 %, och äldre över 65 år 14,0 %.
Genomsnittlig årsnederbörd är 2 325 millimeter. Den regnigaste månaden är juni, med i genomsnitt 414 mm nederbörd, och den torraste är oktober, med 54 mm nederbörd.